# Claudia Parada
Claudia Parada Allende, de nom real Olinfa Parada (11 de setembre de 1927, Santiago de Xile - Càller, Itàlia, 14 de desembre de 2016) fou una soprano operística xilena.

## Biografia
El seu nom de naixement era Olinfa Parada, però artísticament se la coneixia com a Claudia Parada. Fou filla del diplomàtic Rafael Parada Suárez. Malgrat que la majoria de les fonts indiquen com a any de naixement de Claudia Parada el 1931, algunes donen 1930 i altres 1927.
Claudia Parada va estudiar a Xile amb la soprano argentina Clara Oyuela, i va començar la seva carrera al seu país. Va debutar al Teatre Municipal de Santiago de Xile el 25 de setembre de 1949, en el rol de Charlotte de Werther de Massenet. Descoberta pel director d'orquestra Erich Kleiber, aquest la va ajudar impulsant la seva carrera a Europa. Ja a Itàlia, Parada va estudiar amb Carmen Melis (mestra de Renata Tebaldi), Elvira de Hidalgo (mestra de Maria Callas), Gennaro Barra i Fiorenzo Tasso. Es va presentar a un concurs al Teatre Nuovo de Milà, i va ser seleccionada per a interpretar el paper de Nedda a Pagliacci de Ruggero Leoncavallo. A poc a poc va començar a cantar en petits teatres de ciutats com ara Nàpols, Torí, Gènova i Roma. Va debutar a La Scala de Milà abans de fer 25 anys, interpretant La força del destino de Verdi amb el tenor Giuseppe Di Stefano, el baríton Ettore Bastianini i la mezzosoprano Giulietta Simionato. Va establir la seva residència a Milà, on es va casar temps després. Va morir a la seva segona residència, a Càller.
A partir d'aquell debut es va convertir en membre estable de l'elenc del teatre, on va actuar fins a l'any 1983. Va compartir aquesta dedicació amb actuacions arreu del món, per exemple al Gran Teatre del Liceu de Barcelona (febrer de 1970 en Fedora d'Umberto Giordano i gener de 1982, La Favorite de Donizetti), al Metropolitan Opera (on va interpretar Un ballo in maschera de Verdi i Andrea Chenier d'Umberto Giordano) i al Carnegie Hall de Nova York, a Teheran, al Teatre Municipal de Santiago de Xile, el Teatro Colón de Buenos Aires i la Deutsche Oper de Berlín, entre d'altres. Va treballar amb destacats directors, com ara Herbert von Karajan, Gianandrea Gavazzeni, Antonino Votto i Tullio Serafin, i amb cantants com ara Maria Callas, Plácido Domingo, Carlo Bergonzi i Alfredo Kraus.
El seu repertori incloïa obres de Claudio Monteverdi, compositors del segle xix com Donizetti, Verdi i Puccini, i autors del segle XX com Dallapiccola, Britten i Berg.